# 양벚나무
양벚나무(洋-, 영어: Sweet Cherry)는 장미과 벚나무속의 식물이다. 열매는 버찌의 일종으로 익으면 검붉은 빛깔을 띠는데, 한국 토종 벚나무(Prunus serrulata var. spontanea)의 버찌에 비해 알이 굵고 맛이 달아 과일로서의 상품 가치가 높기에 쉽게 구별할 수 있다. 양벚나무 버찌는 대한민국에서 유통되는 속칭 체리의 절대 다수를 차지한다.

## 같이 보기
- 버찌
- 벚나무